# Hubert Stevens
John Hubert Stevens (Lake Placid, 7 marzo 1890 – Lake Placid, 26 novembre 1974) è stato un bobbista statunitense.

## Biografia
Ai III Giochi olimpici invernali (edizione disputatasi nel 1932 a Lake Placid, Stati Uniti d'America) vinse la medaglia d'oro nel Bob a 2 con il connazionale Curtis Stevens partecipando per la nazionale statunitense I, superando la nazionale svizzera a l'altra statunitense (medaglia d'argento e medaglia di bronzo).
Il tempo totalizzato fu di 8:14,74, la distanza che li separava dalla seconda classificata era meno di due secondi (il loro tempo 8:16,28). Vinse anche tre campionati nazionali, durante la prima guerra mondiale fu macchinista e pilota.